# Номура, Ёситаро
Ёситаро Номура (яп. 野村 芳太郎 Номура Ёситаро:, 23 апреля 1919, Асакуса, Токио, Япония — 8 апреля 2005, Синдзюку, Токио, Япония) — японский кинорежиссёр, сценарист и продюсер, считающийся одним из пионеров японского кинонуара, поставивший ряд успешных криминальных драм на основе романов Сэйтё Мацумото. Создав за свою кинокарьеру 89 фильмов, в начальном периоде работал и в других жанрах, был режиссёром мюзиклов, мелодрам, комедий и самурайских лент. Фильмы Номуры часто содержали завуалированную критику японского общества.

## Биография

### Ранние годы
Ёситаро родился в Асакусе, увеселительном районе Токио, в семье одного из пионеров японского кинематографа, режиссёра немых фильмов кинокомпании «Сётику» Хотэи Номура. Поэтому его детство прошло в окружении мира кино и театра. В 1936 году семнадцатилетний Ёситаро поступил в Университет Кэйо, где в течение пяти лет изучал искусство. По окончании университета, в 1941 году он, как и его отец присоединился к команде кинематографистов компании «Сётику», где недолго поработал ассистентом у постановщика Кэйсукэ Сасаки. С началом войны на Тихом океане в 1942 году был призван на действительную военную службу и отправлен воевать. Был репатриирован из Бирмы в 1946 году, после чего продолжил работу на студии «Офуна» компании «Сётику». Был помощником режиссёра у таких мастеров экрана, как Акира Куросава (на съёмках его фильма «Идиот» по Достоевскому), Миёдзи Иэки и Юдзо Кавасима (на постановке кинолент «И ангелы видят сны», «Я не был таким» и др.).

### Карьера в кино
Его режиссёрский дебют «Голуби» (1952) имел большой успех, в связи с чем студийное руководство решило доверить начинающему режиссёру на следующий год постановку пяти кинолент. За эти фильмы 1953 года Номура получил свою первую кинонаграду — премию «Голубая лента» лучшему начинающему режиссёру. Первоначально Ёситаро Номура работал в различных жанрах, был постановщиком мюзиклов, мелодрам, комедий, криминальных и самурайских лент, став плодовитым и опытным режиссёром коммерческого кино. Адаптация рассказа Ясунари Кавабаты «Танцовщица из Идзу» (1954, в главной роли снялась популярная Хибари Мисора) о кратком романе между студентом и странствующей танцовщицей, развившемся в сельской местности полуострова Идзу, инициировала постоянный интерес Номуры к провинциальной жизни. Одной из популярных картин раннего периода была мелодрама «Записи в изгнании» (другое название «Беженец», 1955) с участием популярного дуэта Кэйдзи Сада и Кэйко Киси. В 1957 году Ёситаро Номура, которого изначально считали ярым приверженцем «духа студии Офуна», поставил крайне «антиофунистский» фильм «Разговор о нечистотах», где изобразил не только зло и уродство, но и смрад. И хотя руководители кинокомпании первоначально выступили против постановки этого фильма, но когда кинолента собрала в прокате хорошие сборы, руководство «Сётику» не знали, радоваться им или печалиться, ибо одновременно получили и деньги и плевок в лицо.
Последовавший за этим ещё больший коммерческий успех кинофильма «Засада» сделал незыблемым положение Номуры как режиссёра. Это был 26-й фильм, поставленный режиссёром, но только первый, после которого о Номуре заговорили серьёзные критики. «Засада» являлась адаптацией для экрана небольшого рассказа популярного автора детективов Сэйтё Мацумото. Искусно созданный триллер о двух детективах, следящих за домом подруги подозреваемого в преступлении, в надежде на его поимку. Эта работа режиссёра получила высокую оценку, после чего Ёситаро Номура был признан одним из пионеров японского кинонуара и стал часто сотрудничать с Сэйтё Мацумото. В конечном итоге с Мацумото было сделано восемь фильмов, включая такие популярные, как «Нулевой фокус» (1961), «Тени внутри нас» (1970) и кульминационный шедевр «Крепость на песке» (1974).
Среди наиболее известных лент режиссёра, поставленных в 1960-е годы: триллер о расследовании убийства правительственного агента «Токийская бухта» (1962). А также комедийная лента «Со всей любовью к Его Величеству» (1963), ироничный рассказ о переживаниях призывника, которому в армии понравилось больше чем на гражданке и он пишет письмо императору с просьбой оставить его на службе. Фильм имел неплохие сборы в прокате, в связи с чем последовало два продолжения «Со всей любовью к Его Величеству 2» и «Со всей любовью к Премьер-министру» (оба — 1964).
В поздний период творческой карьеры Номура всё более тяготел к криминальному жанру. В фильме «Многолетний сорняк» (1975, сценарий Канэто Синдо на основе повести Сёдзи Юки) показана история сестры полицейского, обвинённой в убийстве своего любовника-гангстера. «Деревня восьми могил» (1977, сценарий Синобу Хасимото, постоянного соавтора Куросавы) снят по роману Сэйси Ёкомидзо, автора детективов, которого называют японским эквивалентом Агаты Кристи из-за схожести сюжетных комбинаций. Фильм был сделан режиссёром по заказу студийного руководства «Сётику», соблазнившегося успешным прокатом серии фильмов Кона Итикавы по романам того же Ёкомидзо. И хотя работа Номуры стилистически отличается от лент Итикавы, но восхищает способность режиссёра в создании живописного ландшафта, кажущегося угрожающим. То же чувство угрозы отличает фильм «Заплетающийся язык» (1980), визуально прозаический, но психологически острый триллер по роману Таку Мики.
Большой резонанс имели два фильма 1978 года «Происшествие» (сценарий Канэто Синдо на основе романа Сёхэя Ооки) и «Дьявол» (экранизация Сэйтё Мацумото). Обе ленты отмечены множеством национальных кинопремий. «Происшествие» представляет собой исследование безумной страсти и ревности, а «Дьявол» — по-настоящему шокирующий фильм о насилии в отношении детей. Ёситаро Номура также сделал экранизации романов англоязычных авторов: Эллери Куина («Три неотправленных письма», 1979) и Агаты Кристи («Опасные женщины», 1985).

### Последние годы жизни
По завершении работы над последней картиной «Опасные женщины» Ёситаро Номура был серьёзно болен, получив кровоизлияние в мозг. Две его попытки вновь выйти на съёмочную площадку, сделанные в 1990 и 1992 гг., потерпели фиаско. Номура был вынужден покинуть съёмки из-за постоянного кровотечения в головном мозге. С тех пор он работал в качестве телевизионного продюсера, а также наставлял молодое поколение режиссёров.
22 марта 2005 года Ёситаро Номура поступил в больницу Окубо в Синдзюку (Токио), где скончался 8 апреля в возрасте 85 лет от пневмонии, оставив сына и дочь.

## Признание
- В 1985 году за заслуги в области культуры Ёситаро Номура был награждён Медалью Почёта с пурпурной лентой[9].

- В 1995 году Ёситаро Номура был удостоен второй по значимости награды Японии — Ордена Восходящего солнца 4 степени[9].

## Премии и номинации
Кинопремия Японской академии
- 2-я церемония награждения (1979)[11].

- Премия за лучший фильм 1978 года — «Происшествие».
- Премия лучшему режиссёру 1978 года — «Дьявол» (другое название — «Демон»).
- Номинация на премию за лучший фильм года — «Дьявол».

- 4-я церемония награждения (1981)[12].

- Номинация на премию лучшему режиссёру 1980 года — за два фильма: «Грешники» и «Заплетающийся язык».

- 6-я церемония награждения (1983)[13].

- Номинация на премию за лучший фильм 1982 года — «Подозрение».
- Номинация на премию лучшему режиссёру 1982 года — фильм «Подозрение».
- Номинация на премию за лучший сценарий 1982 года — фильм «Подозрение» (совместно с Мотому Фурута).

- 29-я церемония награждения (2006).

- Специальная награда председателя Японской академии за карьеру (посмертно).

Кинопремия «Голубая лента»
- 4-я церемония награждения (1954)[1].

- Премия лучшему начинающему режиссёру 1953 года — за фильмы «Второй сын», «Глупый младший брат, умный старший брат», «Курама Тэнгу и синелицый якша», «Кимпира-сэнсэй и девушка».

- 21-я церемония награждения (1979)[1].

- Премия лучшему режиссёру 1978 года — за два фильма: «Происшествие» и «Дьявол».

Кинопремия «Кинэма Дзюмпо»
- приз зрительских симпатий читателей журнала «Кинэма Дзюмпо» лучшему японскому режиссёру 1974 года — Ёситаро Номура за фильм «Крепость на песке».
- номинация на премию за лучший фильм 1974 года, однако по результатам голосования кинолента заняла 2 место, уступив фильму «Сандакан, публичный дом № 8» режиссёра Кэя Кумаи.

Кинопремия «Майнити»
- 29-я церемония награждения (1975)[15].

- Премия за лучший фильм 1974 года — «Крепость на песке».
- Премия лучшему режиссёру 1974 года — фильм «Крепость на песке».

- 33-я церемония награждения (1979)[16].

- Премия за лучший фильм 1978 года — «Происшествие».
- Премия лучшему режиссёру 1978 года — фильм «Происшествие».

- 37-я церемония награждения (1983)[17].

- Премия за лучший сценарий 1982 года — фильм «Подозрение» (совместно с Мотому Фурута).

Московский международный кинофестиваль
- IX Московский международный кинофестиваль (1975)[1].

- Диплом фестиваля режиссёру Ёситаро Номура — за фильм «Крепость на песке».
- Номинация на Главный приз ММКФ — фильм «Крепость на песке».

## Фильмография
| Фильмография Ёситаро Номуры | Фильмография Ёситаро Номуры                              | Фильмография Ёситаро Номуры        | Фильмография Ёситаро Номуры                | Фильмография Ёситаро Номуры                  | Фильмография Ёситаро Номуры |
| Год                         | Название по-русски                                       | Оригинальное название              | Название на ромадзи                        | Английское название в международном прокате  | Дополнительные сведения |
| --------------------------- | -------------------------------------------------------- | ---------------------------------- | ------------------------------------------ | -------------------------------------------- | --- |
| 1950-е годы                 |                                                          |                                    |                                            |                                              | |
| 1952                        | «Голуби»                                                 | 鳩                                 | Hato                                       | Pigeons                                      | актёры: Акира Исихара, Итиро Арисима, Эцуко Мияма, Ёко Кодзоно |
| 1952                        | «Камера ловит весну»                                     | 春はキャメラに乗って               | Haru wa kyamera ni notte                   | The Camera Catches Spring                    | |
| 1953                        | «Второй сын»                                             | 次男坊                             | Jinanbo                                    | The Second Son                               | актёры: Тэйдзи Такахаси, Тацуя Михаси, Ёко Кацураги, Тисю Рю |
| 1953                        | «Глупый младший брат, умный старший брат»                | 愚弟賢兄                           | Gutei kenkei                               | Stupid Younger Brother, Clever Elder Brother | актёры: Тэйдзи Такахаси, Кёко Ками, Тацуя Михаси, Юмэдзи Цукиока, Тисю Рю                                                                                                  |
| 1953                        | «Кимпира-сэнсэй и девушка»                               | きんぴら先生とお嬢さん             | Kinpira sensei to ojōsan                   | Mr. Kinpira the Teacher and the Young Miss   | актёры: Тэйдзи Такахаси, Сиро Оосака, Тикагэ Авасима, Кунико Игава, Ёко Кодзоно                                                                                            |
| 1953                        | «Курама Тэнгу и синелицый якша»                          | 鞍馬天狗 青面夜叉                  | Kurama Tengu: Seimen yasha                 | Курама Тэнгу и синелицый якша                | актёры: Сёго Симада, Рютаро Тацуми, Юмэдзи Цукиока |
| 1953                        | «Три молодых ворона»                                     | 青春三羽烏                         | Seishun sanbagarasu                        | The Youth of Three Crows                     | актёры: Тэйдзи Такахаси, Юдзи Кавакита, Тацуя Михаси, Такако Фудзино, Кёко Ками                                                                                            |
| 1954                        | «Эра Кэйан: Речные заводи»                               | 慶安水滸伝                         | Keian Suikoden                             | Keian-Era Water Margin                       | актёры: Кокити Такада, Юмэдзи Цукиока, Митико Сага, Кёко Ками, Тисю Рю |
| 1954                        | «Танцовщица из Идзу»                                     | 伊豆の踊子                         | Izu no odoriko                             | The lzu Dancer                               | актёры: Хибари Мисора, Акира Исихама |
| 1954                        | «Любовное местечко молодёжи»                             | 青春ロマンスシート 青空に坐す      | Seishun romance seat: Aozora ni owasu      | Youth’s Romance Seat                         | актёры: Хибари Мисора, Масами Таура, Ёко Кацураги, Тисю Рю, Миэ Китахара, Минору Оки                                                                                       |
| 1954                        | «Сюрприз на Токайдо»                                     | びっくり五十三次                   | Bikkuri gojūsantsugi                       | Surprise on the Tokaido                      | актёры: Кокити Такада, Хибари Мисора, Синъити Химори |
| 1955                        | «Я закончил, но...»                                      | 大学は出たけれど                   | Daigaku wa detakeredo                      | I Graduated, But…                            | актёры: Тэйдзи Такахаси, Тацуя Михаси, Юдзи Кавакита, Тацуо Сайто, Синъити Химори, Мицуко Кусабуэ                                                                          |
| 1955                        | «Мужской университет 2: Класс новобрачных»               | 続おとこ大学 新婚教室              | Zoku o toko daigaku shinkon kyōshitsu      | A Man’s College 2: Class of Newlyweds        | + сценарист; актёры: Кэйдзи Сада, Тикагэ Авасима, Кумэко Урабэ, Синъити Химори, Хитоми Нодзоэ                                                                              |
| 1955                        | «Записи в изгнании» («Беженец»)                          | 亡命記                             | Bomeiki                                    | Record of Exile / Refugee                    | актёры: Кэйдзи Сада, Кэйко Киси, Син Сабури, Тосико Кобаяси, Тисю Рю |
| 1955                        | «Токио — Гонконг: Свадебное путешествие»                 | 東京←→香港 蜜月旅行                | Tôkyô-Honkon mitsugetsu ryokô              | Tokyo-Hongkong Honeymoon                     | + сценарист; актёры: Кэйдзи Сада, Кэйко Киси, Хироко Накагава, Инэко Арима, Кумэко Урабэ                                                                                   |
| 1955                        | «Где невеста?»                                           | 花嫁はどこにいる                   | Hanayome wa doko ni iru                    | Where Is the Bride?                          | + соавтор сценария; актёры: Кэйдзи Сада, Инэко Арима |
| 1955                        | «Каждый день новая жизнь»                                | 太陽は日々に新たなり               | Taiyō wa hibi ni arata nari                | Every Day That New Life                      | актёры: Кэйко Киси, Минору Оки, Кэйдзи Сада, Инэко Арима, Тикагэ Авасима                                                                                                   |
| 1956                        | «Три ворона в студенческих колпачках»                    | 角帽三羽烏                         | Kakubô sambagarasu                         | Three Crows in Student Caps                  | + соавтор сценария; актёры: Тэйдзи Такахаси, Акико Кояма |
| 1956                        | «Бродяга Итаро»                                          | 旅がらす伊太郎                     | Tabigarasu Itarō                           | Itaro the Vagrant                            | + сценарист; актёры: Тэйдзи Такахаси, Мицуко Кусабуэ |
| 1956                        | «Второй сын возвращается домой»                          | 次男坊故郷へ行く                   | Jinan bō furusato e iku                    | The Second Son Goes Home                     | + соавтор сценария; актёры: Тэйдзи Такахаси, Дзюндзабуро Бан |
| 1956                        | «Требование невесты»                                     | 花嫁募集中                         | Hanayome boshū-chū                         | Bride Wanted                                 | + соавтор сценария; актёры: Хисая Морисигэ, Мицуко Кусабуэ, Кэйдзи Сада, Инэко Арима                                                                                       |
| 1956                        | «Здесь тихо»                                             | ここは静かなり                     | Koko wa shizuka nari                       | It' s Quiet Here                             | + соавтор сценария; актёры: Инэко Арима, Фумио Ватанабэ, Акико Кояма, Минору Оки                                                                                           |
| 1956                        | «Танец небоскрёбов»                                      | 踊る摩天楼                         | Odoru matenrō                              | The Dancing Skyscraper                       | + соавтор сценария; актёры: Роппа Фурукава, Юдзи Кавакита, Инэко Арима |
| 1957                        | «Разговор о нечистотах»                                  | 伴淳・森繁の糞尿譚                 | Banjun Morishige no fun’nyōtan             | A Tale of Dung and Urine                     | актёры: Дзюндзабуро Бан, Хисая Морисигэ, Митико Сага |
| 1958                        | «Невеста, любящая разговоры о любви»                     | 花嫁のおのろけ                     | Hanayome no onoroke                        | The Bride’s Fond Talk of Love                | актёры: Тэйдзи Такахаси, Марико Окада, Кэйдзи Сада |
| 1958                        | «Засада»                                                 | 張込み                             | Harikomi                                   | The Chase                                    | актёры: Минору Оки, Сэйдзи Миягути, Хидэко Такаминэ, Такахиро Тамура |
| 1958                        | «Месячная зарплата 13 000 иен»                           | 月給１３，０００円                 | Gekkyū 13,000-en                           | Monthly Salary 13.000 yen                    | + соавтор сценария; актёры: Кодзи Намбара, Такахиро Тамура, Фумио Ватанабэ                                                                                                 |
| 1958                        | «Современное путешествие: Не переставай верить в любовь» | モダン道中 その恋待ったなし        | Modan dōchū sono koi matta nashi           | Modern Journey: Don’t Give Up on Love        | + соавтор сценария; актёры: Тэйдзи Такахаси, Кэйдзи Сада, Марико Окада, Такэси Сакамото, Миюки Кувано                                                                      |
| 1959                        | «Пойдъём!»                                               | どんと行こうぜ                     | Donto ikōze                                | Let' s Go!                                   | + соавтор сценария; актёры: Масахико Цугава, Тэйдзи Такахаси, Юскэ Кавадзу                                                                                                 |
| 1960-е годы                 |                                                          |                                    |                                            |                                              | |
| 1960                        | «Брат с Гиндзы делает вызов»                             | 銀座のお兄ちゃん挑戦す             | Ginza no onīchan chōsensu                  | A Brother of Ginza Sets a Challenge          | актёры: Синъитиро Миками, Кадзуя Косака, Хидзуру Такатихо |
| 1960                        | «Жёлтые вишни»                                           | 黄色いさくらんぼ                   | Kiiroi sakurambo                           | The Yellow Cherry                            | + соавтор сценария; актёры: Мари Ёсимура, Эйко Кудзё, Кадзуя Косака |
| 1960                        | «Человек, которого они боготворили»                      | 鑑賞用男性                         | Kanshō-yō dansei                           | The Man They Idolized                        | актёры: Инэко Арима, Тикако Хосокава, Мари Ёсимура |
| 1960                        | «Последний козырь»                                       | 最後の切札                         | Saigo no kirifuda                          | The Last Trump Card                          | актёры: Кэйдзи Сада, Миюки Кувано, Мари Ёсимура |
| 1961                        | «Нулевой фокус»                                          | ゼロの焦点                         | Zero no shôten                             | Zero Focus                                   | актёры: Ёсико Куга, Хидзуру Такатихо, Инэко Арима |
| 1961                        | «Книга любви с картинками»                               | 恋の画集                           | Koi no gashū                               | Love’s Book of Paintings                     | + соавтор сценария; актёры: Миюки Кувано, Юскэ Кавадзу, Сюдзи Сано, Кодзи Мицуи                                                                                            |
| 1961                        | «Женская безнравственность»                              | 背徳のメス                         | Haitoku no mesu                            | Scalpel of Immorality                        | актёры: Ёсико Куга, Такахиро Тамура, Со Ямамура |
| 1962                        | «Горы весной»                                            | 春の山脈                           | Haru no sanmyaku                           | Mountains in Spring                          | + сценарист; актёры: Харуко Ванибути, Синъитиро Миками, Сюдзи Сано |
| 1962                        | «Токийский залив»                                        | 左ききの狙撃者 東京湾              | Hidarikiki no sogekisha: Tokyo-wan         | Tokyo Bay                                    | актёры: Дзиро Исидзаки, Хироми Сакаки, Кёко Аой |
| 1962                        | «По этому мосту»                                         | あの橋の畔で                       | Ano hashi no hotori de                     | By That Bridge                               | + соавтор сценария; актёры: Миюки Кувано, Кэйсукэ Сонои, Сатико Хидари |
| 1962                        | «По этому мосту-2»                                       | あの橋の畔で 第２部                | Ano hashi no hotori de dainibu             | By That Bridge: Part 2                       | + соавтор сценария; актёры: Миюки Кувано, Кэйсукэ Сонои, Сатико Хидари |
| 1963                        | «По этому мосту-3»                                       | あの橋の畔で 第３部                | Ano hashi no hotori de daisanbu            | By That Bridge: Part 3                       | + соавтор сценария; актёры: Миюки Кувано, Кэйсукэ Сонои, Сатико Хидари, Миэко Такаминэ, Со Ямамура                                                                         |
| 1963                        | «Со всей любовью к Его Величеству»                       | 拝啓天皇陛下様                     | Haikei tenno heika sama                    | Dear Emperor / To Your Majesty the Emperor   | + соавтор сценария; актёры: Киёси Ацуми, Хироюки Нагато, Мэйко Накамура, Сатико Хидари                                                                                     |
| 1963                        | «По этому мосту. Финальная глава»                        | あの橋の畔で 完結篇                | Ano hashi no hotori de kanketsu-hen        | By That Bridge: Conclusion                   | + соавтор сценария; актёры: Миюки Кувано, Кэйсукэ Сонои, Сатико Хидари, Ёси Като                                                                                           |
| 1964                        | «Со всей любовью к Его Величеству-2»                     | 続・拝啓天皇陛下様                 | Zoku Haikei Tenno Heika Sama               | Dear Emperor 2                               | + соавтор сценария; актёры: Киёси Ацуми, Ёсико Куга, Сима Ивасита, Кэйдзи Сада, Ёко Минамида                                                                               |
| 1964                        | «Со всей любовью к Премьер-министру»                     | 拝啓総理大臣様                     | Haikei sôri daijin sama                    | Dear Prime Minister                          | + сценарист и композитор; актёры: Киёси Ацуми, Кэй Ямамото, Хироюки Нагато, Ёси Като                                                                                       |
| 1964                        | «Алая камелия»                                           | 五辧の椿                           | Goben no tsubaki                           | The Scarlet Camellia                         | актёры: Сима Ивасита, Ёси Като, Сатико Хидари, Такахиро Тамура, Юносукэ Ито, Эйдзи Окада                                                                                   |
| 1965                        | «Приятный вечер»                                         | 素敵な今晩わ                       | Sutekina konban wa                         | A Nice Good Evening                          | + соавтор сценария; актёры: Хироси Инудзука, Сима Ивасита, Акико Накамура, Хадзимэ Хана                                                                                    |
| 1966                        | «Ностальгия и закон»                                     | 望郷と掟                           | Bokyô to okito                             | Nostalgia and the Law                        | + продюсер; актёры: Нобору Андо, Киёси Ацуми, Тайдзи Тонояма |
| 1966                        | «Тёплое течение»                                         | 暖流                               | Danryu                                     | Warm Current                                 | + соавтор сценария; актёры: Сима Ивасита, Тиэко Байсё, Микидзиро Хира, Тосиюки Хосокава, Маюми Огава, Тисю Рю, Кёко Кисида                                                 |
| 1966                        | «Юная госпожа Охана»                                     | おはなはん                         | Ohana han                                  | Miss Ohana                                   | актёры: Сима Ивасита, Асахи Куридзука, Сёити Одзава, Киёси Ацуми, Кодзи Мицуи                                                                                              |
| 1966                        | «Юная госпожа Охана 2»                                   | おはなはん 第二部                  | Ohana han: Dainibu                         | Miss Ohana. Part II                          | актёры: Сима Ивасита, Асахи Куридзука, Сёити Одзава, Маюми Огава, Тисю Рю                                                                                                  |
| 1966                        | «До последнего дня нашей жизни»                          | 命果てる日まで                     | Inochi hateru hi made                      | Until the Last Day of Our Lives              | актёры: Такаси Ямагути, Тиэко Байсё, Ёсико Каяма, Каматари Фудзивара, Ёси Като                                                                                             |
| 1967                        | «О, твоя любовь!»                                        | あゝ君が愛                         | Âa Kimi ga Ai                              | Oh, Your Love                                | + соавтор сценария; актёры: Эцуко Икута, Такаси Ямагути, Миюки Кувано, Такахиро Тамура, Тиэко Байсё                                                                        |
| 1967                        | «Сад женщин»                                             | 女たちの庭                         | Onnatachi no niwa                          | Garden of Women                              | актёры: Марико Окада, Тиэко Байсё, Ёсико Каяма, Эцуко Икута, Миэко Такаминэ                                                                                                |
| 1967                        | «Жизнь женщины»                                          | 女の一生                           | Onna no issho                              | A Woman’s Life                               | + соавтор сценария; актёры: Сима Ивасита, Асахи Куридзука, Масакадзу Тамура, Дзюкити Уно, Сатико Хидари,                                                                   |
| 1967                        | «Если вы мужчина, не оглядывайтесь»»                     | 男なら振りむくな                   | Otoko nara furimukuna                      | If You’re a Man, Don’t Look Back             | + соавтор сценария; актёры: Юкио Хаси, Марико Кага, Масакадзу Тамура, Токиэ Хидари, Киёси Ацуми                                                                            |
| 1968                        | «Пара на рассвете»                                       | 夜明けの二人                       | Yoake no futari                            | A Couple at Dawn                             | + соавтор сценария; актёры: Юкио Хаси, Дзюн Маюдзуми, Муга Такэваки, Эцуко Икута                                                                                           |
| 1968                        | «Средь бела дня, без запретов» («Дурачок»)               | 白昼堂々                           | Hakuchû dôdô                               | In Broad Daylight, without Inhibitions       | + соавтор сценария; актёры: Киёси Ацуми, Тиэко Байсё, Итиро Арисима, Куниэ Танака                                                                                          |
| 1969                        | «Самый большой подонок»                                  | でっかいでっかい野郎               | Dekkai dekkai yarō                         | Big, Big Fellow                              | + соавтор сценария; актёры: Киёси Ацуми, Сима Ивасита, Дзюндзабуро Бан |
| 1969                        | «Цветы и ссоры Хибари и Хаси»                            | ひばり・橋の花と喧嘩               | Hibari-Hashi no Hana to kenka              | Hibari and Hashi’s Flowers and Quarrels      | + соавтор сценария; актёры: Хибари Мисора, Юкио Хаси, Хироюки Нагато, Киёси Ацуми                                                                                          |
| 1969                        | «Трамвай N 55 вернулся! Уезжайте!»                       | チンチン５５号ぶっ飛ばせ！出発進行 | Chinchin 55-gō buttobase! Shuppatsu shinkō | Tram No. 55 Go! Departing!                   | + соавтор сценария; актёры: Кинъити Хагимото, Дзиро Сакагами, Нана Одзаки                                                                                                  |
| 1969                        | 1970-е годы                                              |                                    |                                            |                                              | |
| 1970                        | «Тени внутри нас»                                        | 影の車                             | Kage no kuruma                             | The Shadow Within                            | актёры: Сима Ивасита, Го Като, Маюми Огава |
| 1970                        | «Жизнь только в шляпе путешественника»                   | 三度笠だよ人生は                   | Sandogasada yo jinsei wa                   | Life Is Just a Traveler’s Hat                | + соавтор сценария; актёры: Киёко Суидзэндзи, Кодзи Исидзака, Тисю Рю, Тору Юри, Кэнсаку Морита                                                                            |
| 1970                        | «Независимо от Тамэгоро»                                 | なにがなんでも為五郎               | Naniga nandemo tamegorô                    | Tamegoro, No Matter What                     | + соавтор сценария; актёры: Хадзимэ Хана, Сатико Мицумото, Эйтаро Одзава                                                                                                   |
| 1971                        | «Следите за вашим сердцем, Тамэгоро»                     | やるぞみておれ為五郎               | Yaru zo mite ore Tamegorō                  | Watch Your Heart, Tamegoro                   | + соавтор сценария; актёры: Хадзимэ Хана, Сатико Мицумото, Мако Мидори |
| 1971                        | «Тамэгоро с цветами и фруктами»                          | 花も実もある為五郎                 | Hana mo mi mo aru Tamegorō                 | Tamegoro with Flowers and Fruit              | + соавтор сценария; актёры: Хадзимэ Хана, Макото Фудзита, Сатико Мицумото                                                                                                  |
| 1972                        | «Первая улыбка: Удивительное бусидо»                     | 初笑いびっくり武士道               | Hatsuwarai: bikkuri bushidō                | First Smile: Surprising Bushido              | + соавтор сценария; актёры: Кинъити Хагимото, Кэнсаку Морита, Сатико Мицумото                                                                                              |
| 1973                        | «Река Синано»                                            | しなの川                           | Shinanokawa                                | The River Shinano                            | + соавтор сценария; актёры: Синсукэ Минами, Мицуко Байсё, Хидэко Ёсида |
| 1973                        | «Плохой отец»                                            | ダメおやじ                         | Dame Oyaji                                 | No-Good Father                               | + соавтор сценария; актёры: Синсукэ Минами, Мицуко Байсё, Нобухиса Сано |
| 1974                        | «Сердце Токио»                                           | 東京ド真ン中                       | Tokyo do mannaka                           | Heart of Tokyo                               | актёры: Кэнсаку Морита, Тиэко Байсё, Киёси Ацуми, Дзё Сисидо, Дайскэ Като                                                                                                  |
| 1974                        | «Крепость на песке»                                      | 砂の器                             | Suna no utsuwa                             | The Castle of Sand                           | актёры: Тэцуро Тамба, Го Като, Кэнсаку Морита, Ёко Симада, Ёси Като, Тисю Рю                                                                                               |
| 1975                        | «Многолетний сорняк»                                     | 昭和枯れすすき                     | Shôwa karesusuki                           | Perennial Weed                               | актёры: Хидэки Такахаси, Кумико Акиёси, Сино Икэнами, Хироко Исаяма |
| 1977                        | «Деревня восьми могил»                                   | 八つ墓村                           | Yatsuhaka-mura                             | Village of the Eight Tombs                   | актёры: Кэнъити Хагивара, Маюми Огава, Хисаси Игава, Куниэ Танака, Киёси Ацуми, Ёко Симада, Ёси Като                                                                       |
| 1978                        | «Происшествие»                                           | 事件                               | Jiken                                      | The Incident                                 | + продюсер; актёры: Кэйко Мацудзака, Синобу Отакэ, Тосиюки Нагасима, Цунэхико Ватасэ, Хисая Морисигэ, Ко Нисимура, Нобуко Отова, Син Сабури, Тэцуро Тамба, Таниэ Китабаяси |
| 1978                        | «Дьявол» (другое название — «Демон»)                     | 鬼畜                               | Kichiku                                    | The Demon                                    | + продюсер; актёры: Кэн Огата, Сима Ивасита, Хироки Ивасэ |
| 1979                        | «Три неотправленных письма»                              | 配達されない三通の手紙             | Haitatsu sarenai santsu no tegami          | The Three Undelivered Letters                | + продюсер; актёры: Син Сабури, Нобуко Отова, Маюми Огава, Комаки Курихара, Кэйко Мацудзака, Цунэхико Ватасэ                                                               |
| 1980-е годы                 |                                                          |                                    |                                            |                                              | |
| 1980                        | «Грешники»                                               | わるいやつら                       | Warui yatsura                              | Bad Sorts                                    | + продюсер; актёры: Такао Катаока, Кэйко Мацудзака, Дзюнко Миясита, Марико Фудзи, Мэйко Кадзи, Цунэхико Ватасэ, Кэн Огата, Син Сабури, Эйтаро Одзава                       |
| 1980                        | «Заплетающийся язык»                                     | 震える舌                           | Furueru shita                              | The Writhing Tongue                          | + продюсер; актёры: Цунэхико Ватасэ, Юкиё Тоакэ, Санаэ Накахара, Таниэ Китабаяси                                                                                           |
| 1981                        | «Приглашение в полночь»                                  | 真夜中の招待状                     | Mayonaka no shôtaijô                       | Invitation at Midnight                       | + продюсер; актёры: Асами Кобаяси, Каору Кобаяси, Цунэхико Ватасэ, Таниэ Китабаяси, Тэцуро Тамба                                                                           |
| 1982                        | «Подозрение»                                             | 疑惑                               | Giwaku                                     | Suspicion                                    | + продюсер и соавтор сценария; актёры: Каори Момои, Сима Ивасита, Такэси Кага, Акира Эмото, Кёко Мая, Кэнсаку Морита, Таниэ Китабаяси                                      |
| 1983                        | «Странствующая карта»                                    | 迷走地図                           | Meiso chizu                                | Wanderer 's Map                              | + продюсер и соавтор сценария; актёры: Синтаро Кацу, Сима Ивасита, Кэйко Мацудзака, Цунэхико Ватасэ, Аюми Исида, Масахико Цугава, Дзюдзо Итами, Акира Тэрао, Дзюкити Уно   |
| 1984                        | «Таинственная история о Нэдзуми Кодзо»                   | ねずみ小僧怪盗伝                   | Nezumi Kozô kaitô den                      |                                              | + продюсер и соавтор сценария; актёры: Маюми Огава, Масатоси Накамура, Кэйко Мацудзака, Киёси Накадзё, Ёко Моригути, Юко Кадзу                                             |
| 1985                        | «Опасные женщины»                                        | 危険な女たち                       | Kiken na onnatachi                         | Dangerous Women                              | + продюсер; актёры: Синобу Отакэ, Кимико Икэгами, Юко Кадзу, Марико Фудзи, Эйтаро Одзава, Таниэ Китабаяси, Акира Тэрао, Кодзи Исидзака                                     |